# Carl Gustaf Mellin
Carl Gustaf Mellin, född 3 augusti 1670 på Vahnerow i Pommern, död 27 december 1738 på Damitzow i Pommern, var en svensk greve och militär.
Carl Gustaf Mellin var son till Jurgen Mellin. Han blev 1690 fänrik vid faderns infanteriregemente i Pommern och gick 1691 i fransk tjänst, där han 1692 blev ryttmästare. Efter ha återkommit till Pommern blev han 1695 kapten vid faderns regemente i Wismar och 1700 major vid Bremiska kavalleriregementet för vilket han 1707 blev överste. År 1711 blev han generalmajor av kavalleriet. Han tog avsked ur krigstjänsten 1722. Mellin deltog med utmärkelse i stora nordiska kriget. Under slaget vid Gadebusch i december 1712 förde han befäl över högra flygeln. Han deltog i belägringen av Tönning och belägringen av Stralsund. Genom arv och giftermål med Beata Dorothea von Rotermund (1692–1755) år 1712 kom Mellin i besittning av stora jordegendomar, men genom kriget och ekonomiska svårigheter förlorade han de flesta av dessa.